# Marc-René de Montalembert (1777-1831)
Pour les autres membres de la famille, voir Famille de Montalembert.
Marc-René Marie Anne, comte de Montalembert, né le 10 juillet 1777 à Paris et décédé le 21 juin 1831 à Paris, est un homme politique français.

## Biographie

### Enfance
Marc-René de Montalembert naît à Paris en 1775. C'est le fils de Jean-Charles, baron de Montalembert (sl) (1757 – 1810), et de Marthe-Joséphine de Commarieu (1756 – 1808).
Il passe toute son enfance dans l’hôtel particulier familial du faubourg Saint-Antoine, propriété de son oncle, Marc-René, marquis de Montalembert, à la fois général, homme de lettres et ingénieur.
En 1792, sous la Terreur, il suit ses parents en exil et combat aux côtés des royalistes émigrés dans l'armée de Condé. Puis il mène une carrière d’officier dans l’armée britannique jusqu’à la Restauration.

### Vie de famille
En 1808, il épouse Élise Rosée Forbes, fille de James Forbes, explorateur en Inde et en Afrique, savant et artiste, issu d'une vieille famille protestante écossaise. Le 15 avril 1810, leur fils aîné, Charles, naît à Londres. Jusqu'en 1819, il est élevé en Angleterre, à Stanmore, par son grand-père maternel.
Son fils Charles de Montalembert (1810-1870), son petit-fils Jules de Montalembert (1850-1926) et son arrière-petit-fils Geoffroy de Montalembert (1898 - 1993) seront tous des parlementaires français.

### Des responsabilités militaires
En 1799, il sert dans l'armée anglaise, sous les ordres du général Jarry. Il reste ensuite quatre ans en Égypte et aux Indes (1804-1808), puis il est employé au Portugal et en Espagne, dans l'état-major de Wellington. Il participe à l'expédition de l'île de Walcheren, et devient lieutenant-colonel en 1811.

### Des fonctions politiques: ambassadeur et pair de France
Après la chute de l'Empire, en 1814, le comte de Montalembert rentre en France aux côtés du roi Louis XVIII. Le prince régent le charge d'annoncer à Louis XVIII son avènement au trône. Il accompagne le roi en France, reçoit de lui le brevet de colonel, la croix de Saint-Louis et celle de la Légion d'honneur. Il est nommé secrétaire d'ambassade à Londres.
Il est nommé ministre plénipotentiaire à Stuttgart en juillet 1816, puis à Copenhague en 1819. Il est également créé baron héréditaire en 1817. Il quitte la diplomatie en 1820, sous le ministère du duc de Richelieu, à cause de son indépendance.
Il est élevé à la dignité de pair de France à titre héréditaire le 5 mars 1819. Il assiste assidûment aux séances de la Chambre des pairs, s'exprime au sujet de la guerre d'Espagne, sur la nouvelle loi électorale, sur l'indemnité des émigrés, soutint le rétablissement du droit d'aînesse.
Nommé ambassadeur à Stockholm, il est appelé en France, au mois d'octobre de la même année, par la mort de sa fille. Le gouvernement de Juillet le révoque en août 1830. Il prête néanmoins serment au nouveau régime, prend part à la discussion de la Charte, et meurt l'année suivante.
À sa mort, c'est son fils, Charles de Montalembert, qui lui succéde à la Chambre des pairs.

## Distinctions
- Chevalier de la Légion d'honneur (1814)[3]
- Chevalier de l'ordre royal et militaire de Saint-Louis